# Kym Whitley

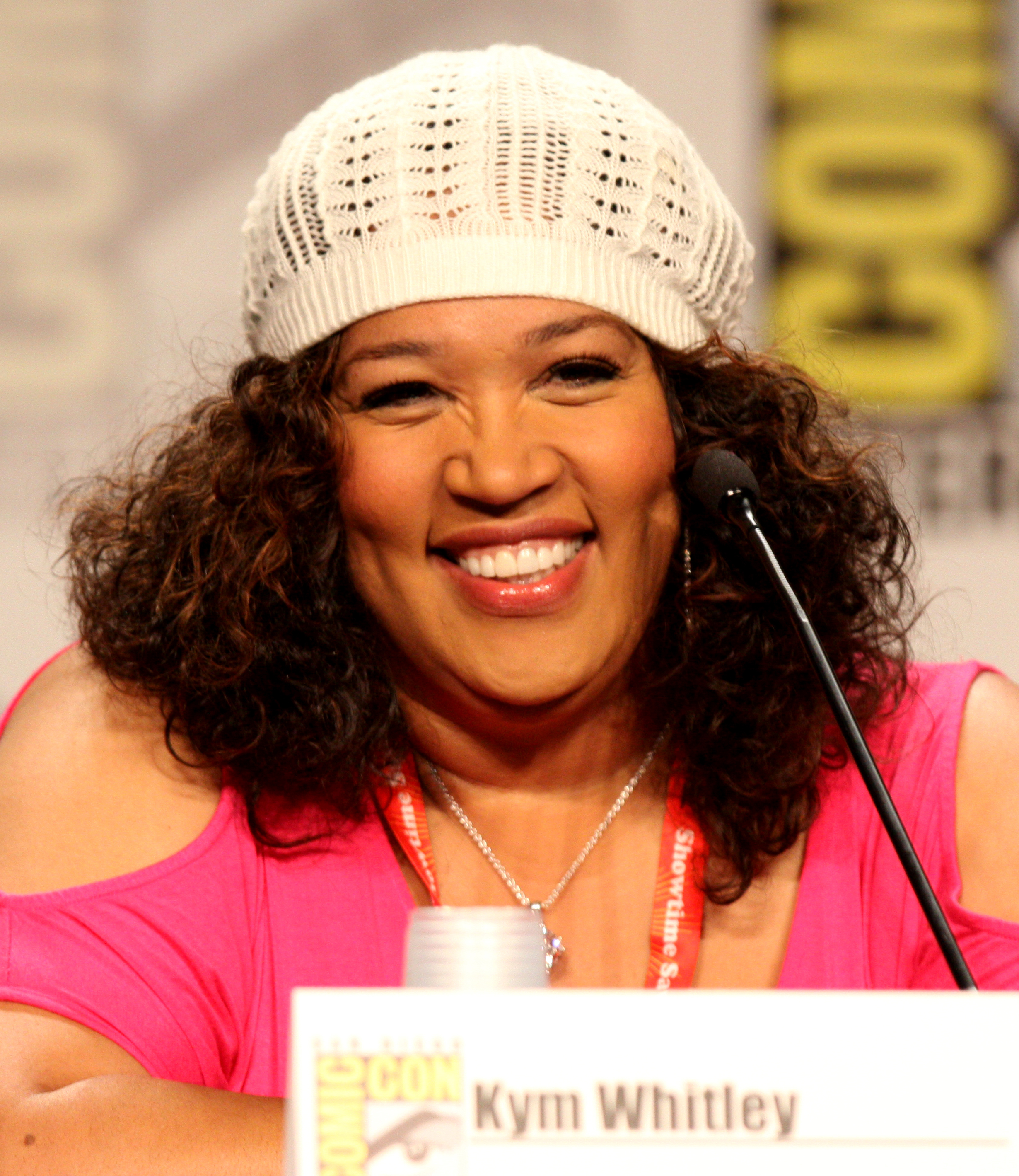
Kym Whitley, 2011

Kym Elizabeth Whitley (geboren am 21. Juli 1962 in Shaker Heights, Ohio, Vereinigte Staaten) ist eine US-amerikanische Komikerin und Schauspielerin, die für ihre Rollen in Sitcoms, so zum Beispiel Animal Practice, The Boondocks, Young & Hungry, The Parkers und Black Dynamite, bekannt ist.

## Biographie
1989 gelang Whitley der Durchbruch in Shelly Garretts Beauty Shop. Es folgten mehrere Auftritte in Fernseh-Sitcoms wie zum Beispiel The Parent 'Hood, Married... with Children, Moesha, That's So Raven, The Parkers, My Wife and Kids und Lass es, Larry!. 2000 moderierte sie die Kurz-Serie Oh Drama (2000). In Next Friday hatte Whitley die Nebenrolle der Tante Suga.
Im Frühjahr 2010 war Whitley zusammen mit dem R&B-Musiker Brian McKnight Co-Moderatorin der The Brian McKnight Show. Von 2012 bis 2013 hielt Whitley in der BET-Komödie Let's Stay Together die Rolle als Charmaine Wax inne.
Whitleys Reality-Serie mit dem Titel Raising Whitley, die im Oprah Winfrey Network lief, feierte am 20. April 2013 mit insgesamt 1,2 Millionen Zuschauern Premiere und war damit die fünftmeistgesehene Premiere in der Geschichte des Networks. OWN kaufte die Rechte für eine zweite Staffel, die am 4. Januar 2014 ihre Premiere feierte.
2014 Premiere, trat sie auch in Young & Hungry auf, wo sie Joshs Haushälterin Yolanda spielt. Die Serie lief fünf Staffeln lang und endete 2018.
Im Jahr 2017 hatte sie eine Gastrolle in der Webserie The Bay, für die. sie eine Nominierung für den Daytime Emmy Award in der Kategorie Herausragende Neben- oder Gastdarstellerin in einer digitalen Daytime-Dramaserie („Outstanding Supporting or Guest Actress in a Digital Daytime Drama Series“) erhielt.
2018 hatte sie einen Gastauftritt in der Folge Thanksgiving von Master of None als Denises Tante Joyce. Die Folge wurde mit einem Emmy für das beste Drehbuch ausgezeichnet, seit Dezember 2020 ist sie wiederkehrende Gastmoderatorin bei E! Daily Pop & Nightly Pop.
Whitley hat zwei Brüder mit den Namen Kyle und Scott. Januar 2011 adoptierte sie ihren Sohn Joshua.

## Filmografie (Auswahl)
- 2000: Next Friday
- 2004: … und dann kam Polly (Along Came Polly)
- 2005: The Perfect Man
- 2008: College Road Trip
- 2009: Black Dynamite
- 2014–2018: Young & Hungry (Fernsehserie, 71 Episoden)
- 2020: Hubie Halloween
- 2023: You People
- 2025: Killing Mary Sue
- 2025: Happy Gilmore 2